# Łukasz Kozak
Łukasz Kozak (ur. 1981) – polski historyk mediewista, badacz historii kultury, popularyzator dziedzictwa kulturowego, doktor nauk humanistycznych.

## Życiorys
Współpracował z Biblioteką Narodową w ramach projektu Patrimonium. Autor książki Upiór. Historia naturalna wydanej przez fundację Evviva L'arte, a także anglojęzycznej publikacji With Stake and Spade. Vampiric Diversity in Poland wydanej przez Instytut Adama Mickiewicza. Współpracował z Kajetanem Obarskim i Adamem Strugiem przy tworzeniu animowanego filmu krótkometrażowego Martwa wątroba opartego na jednej z historii z jego książki, a także przy animacji Strzygoń i jak sobie z nim radzić. Kurator programu muzyki dawnej warszawskiego Festiwalu Nowe Epifanie. Współtwórca audycji mediewistycznej „Kryzys wieku średniego” w Programie 2 Polskiego Radia. Laureat nagrody „Nowej Fantastyki” za najlepszą polską książkę roku 2021.